# Паперный, Евгений Васильевич
Евге́ний Васи́льевич Па́перный (укр. Євген Васильович Паперний; род. 3 сентября 1950, Нижняя Тура, Свердловская область) — советский и украинский актёр театра, кино, озвучивания и дубляжа; народный артист Украины (1992).

## Биография
Родился 3 сентября 1950 года в городе Нижняя Тура Свердловской области.
В 1972 году окончил Щукинское училище, уехал по распределению на Украину, где и живёт по сей день.
В 1972—1993 и 1995—1997 годах был актёром Киевского театра драмы имени Леси Украинки. Паперный сыграл большое количество ролей в самых разных пьесах и жанрах.
Преподавал в Национальном университете культуры и искусств Украины.
Евгений Паперный много снимался в кино. В советский период активно работал над озвучиванием отечественных и зарубежных фильмов, озвучивал персонажей мультфильмов.
В 1987—1991 годах был женат на актрисе Ольге Сумской, от этого брака — дочь, актриса Антонина Паперная (род. 1 июня 1990 года).

## Признание и награды
- Заслуженный артист Украинской ССР (1983)[источник не указан 307 дней]
- Народный артист Украины[1] (1992[источник не указан 307 дней])
- Орден «За заслуги» ІІІ степени (2020)[2]

## Творчество

### Театр
- 1987 — «Священные чудовища», по пьесе Ж. Кокто, режиссёр Роман Виктюк
- 1989 — рок-опера «Белая ворона», по поэме Ю. Рыбчинского (Герцог Бургундский)
- 1992 — «Дама без камелий», по пьесе Т. Рэттигана, режиссёр Роман Виктюк

### Кино
| Год  |   | Название                                                                     | Роль                                                    |
| ---- | - | ---------------------------------------------------------------------------- | ------------------------------------------------------- |
| 1976 | ф | Аты-баты, шли солдаты…                                                       | друг Константина (нет в титрах)                         |
| 1978 | ф | Свадебный венок                                                              | сосед / султан                                          |
| 1978 | ф | Сказка как сказка…                                                           | жених-франт                                             |
| 1979 | ф | Пробивной человек                                                            | экономист                                               |
| 1980 | ф | Поезд чрезвычайного назначения                                               | начальник особого отдела                                |
| 1980 | ф | Долгие дни, короткие недели…                                                 | администратор ресторана                                 |
| 1980 | ф | От Буга до Вислы                                                             | капитан Войтенко                                        |
| 1981 | ф | Ночь коротка                                                                 | отец Алины                                              |
| 1981 | ф | Последний гейм                                                               | друг Стаса Георгий                                      |
| 1982 | ф | Казачья застава                                                              | Яков                                                    |
| 1982 | ф | Пусть он выступит…                                                           | Эллери Хаббард                                          |
| 1983 | ф | Последний довод королей                                                      | телепроповедник Макферсон                               |
| 1983 | ф | Три гильзы от английского карабина                                           | Вакулюк                                                 |
| 1984 | ф | Канкан в английском парке                                                    | шантажист                                               |
| 1985 | ф | Мы обвиняем                                                                  | телепродюсер                                            |
| 1986 | ф | Мама, родная, любимая…                                                       | Александр Фёдорович                                     |
| 1988 | ф | Голубая роза                                                                 | Осторжин                                                |
| 1989 | ф | Театральный сезон                                                            | газетный журналист Юрий                                 |
| 1991 | ф | Карпатское золото                                                            | Решетов                                                 |
| 1991 | ф | Миленький ты мой…                                                            | Афанасий Борисович                                      |
| 1992 | ф | Бешеные макароны, или Ошибка профессора Буггенсберга (фильм не был завершён) | Имя персонажа не указано                                |
| 1993 | ф | Вперёд, за сокровищами гетмана! (Украина / США)                              | Чёрный человек                                          |
| 1994 | ф | Выкуп                                                                        | Микеша                                                  |
| 1995 | ф | Гелли и Нок                                                                  | капитан «Кристины»                                      |
| 1995 | ф | Остров любви                                                                 | капитан                                                 |
| 1996 | ф | Аквариум или одиночество шпиона                                              | Экзаменатор ГРУ                                         |
| 2001 | с | Блюстители порока                                                            | инспектор                                               |
| 2001 | с | След оборотня                                                                | Крапивин                                                |
| 2002 | с | Кукла                                                                        | глава областной администрации Аркадий Давидович Хализов |
| 2004 | с | Пепел Феникса                                                                | полковник милиции Гуськов                               |
| 2006 | с | Возвращение Мухтара-3                                                        | Ермолаев                                                |
| 2006 | ф | Осторожно, блондинки!                                                        | Альберт                                                 |
| 2006 | с | Утёсов. Песня длиною в жизнь                                                 | Иосиф Сталин / Платон Керженцев                         |
| 2007 | ф | Запороги                                                                     | генерал Заламай                                         |
| 2008 | ф | Дом, милый дом                                                               | таксист                                                 |
| 2008 | ф | Стреляй немедленно!                                                          | попутчик Смирнова в поезде                              |
| 2008 | ф | Не торопи любовь                                                             | Олег Петрович                                           |
| 2008 | ф | Тринадцать месяцев                                                           | Валерий                                                 |
| 2009 | с | Возвращение Мухтара-5                                                        | Анатолий Игоревич Липовский / Шумский                   |
| 2009 | ф | День побеждённых                                                             | Давид Шульга                                            |
| 2010 | с | Демоны                                                                       | адвокат Сергей Нестеров                                 |
| 2011 | с | Доярка из Хацапетовки-3                                                      | управляющий рестораном                                  |
| 2011 | ф | Зарево                                                                       | Имя персонажа не указано                                |
| 2011 | с | Пончик Люся                                                                  | Анатолий Игоревич                                       |
| 2012 | ф | Костоправ                                                                    | профессор-невролог Дедушкин                             |
| 2012 | с | Сваты-6                                                                      | игрок в преферанс                                       |
| 2013 | с | Кодекс чести-6                                                               | Габар (22-я серия «Территория мышеловки»)               |
| 2013 | с | Шеф полиции                                                                  | нотариус                                                |
| 2016 | с | Женщина его мечты                                                            | директор санатория Иван Арнольдович                     |
| 2017 | с | Ментовские войны. Одесса                                                     | бильярдист Митрич                                       |
| 2017 | с | На краю любви                                                                | покупатель дачи                                         |
| 2017 | с | Пелена                                                                       | наркобарон Потапов                                      |
| 2018 | с | Виноград                                                                     | ювелир                                                  |
| 2019 | с | Дом, который                                                                 | доктор Илья Ильич                                       |
| 2021 | с | Клятва врача                                                                 | Имя персонажа не указано                                |

### Озвучивание

#### Фильмы
- 1982 — Нежность к ревущему зверю — генерал-лейтенант Савелий Петрович Добротворский (роль Павла Морозенко)
- 1983 — На вес золота — Марко Завгородний (роль Ивана Гаврилюка)
- 1984 — Иванко и царь Поганин — Каркарон, царь воронов (роль Нодара Мгалоблишвили)
- 1988 — Дорога в ад — подполковник Вацлав Шевчик (роль Николая Засеева-Руденко)
- 1990 — Войди в каждый дом (роль Валерия Свищёва)
- 1991 — Оружие Зевса — Бобби Митчелл (роль Николая Засеева-Руденко)
- 1991 — Капитан Крокус и тайна маленьких заговорщиков — исполнение песен Капитана Крокуса (роль Константина Степанкова)
- 1991 — Одиссея капитана Блада — Питер Блад (роль Ива Ламбрешта)
- 1992 — Америкэн бой — Близнец-старший, глава ОПГ (роль Анатолия Хостикоева) / читает закадровый перевод
- 2002 — Золушка — филин
- 2003 — За двумя зайцами — текст от автора

#### Озвучивание мультфильмов
- 1976 — Дело поручается детективу Тедди. Дело № 001. Бурый и Белый
- 1976 — Музыкальные сказки — читает текст
- 1976—1977 — Приключения капитана Врунгеля — Лом, Шеф[3]
- 1978 — Кто получит ананас?
- 1978 — Ссора
- 1978 — Первая зима
- 1980 — Пирог со смеяникой
- 1981 — Алиса в стране чудес
- 1982 — Алиса в Зазеркалье
- 1984 — Доктор Айболит (1 серия)
- 1986 — Дело поручается детективу Тедди. Дело № 002. Космическая загадка
- 1986—1988 — Остров сокровищ — Доктор Ливси

### Дубляж
- 1973 — Телефон полиции — 110. Показания фотографа — Ганс Векке «Моисей» (роль Марио Мюллера)
- 1976 — Пустыня Тартари — майор Ровин, старший врач (роль Жан-Луи Трентиньяна)
- 1977 — Все и никто[пол.] — Твёрдый (роль Веслава Голаса)
- 1984 — Маюри
- 1984 — Терминатор — T-800 / Терминатор (роль Арнольда Шварценеггера)
- 1989 — Жертва во имя любви / Pyar Ke Naam Qurbaan (производство Индия)
- 1991 — На гребне волны — Бодхи (роль Патрика Суэйзи)